# World Series 1986
Le World Series 1986 sono state l'83ª edizione della serie di finale della Major League Baseball al meglio delle sette partite tra i campioni della National League (NL) 1986, i New York Mets, e quelli della American League (AL), i Boston Red Sox. A vincere il loro secondo titolo furono i Mets per quattro gare a tre.
I Mets vinsero la serie alla settima gara, dopo avere rimontato uno svantaggio di due punti con due eliminati e nessun uomo in base nella parte bassa del decimo inning di gara sei. In quella gara i Red Sox giunsero per due volte a un solo strike dalla vittoria del titolo, uno dei quali finì col famoso errore del prima base di Boston Bill Buckner, dopo avere sprecato il vantaggio che avevano accumulato nella partita. Questo episodio è citato tra gli innumerevoli che hanno caratterizzato la "Maledizione del Bambino" per spiegare l'improbabile rimonta.

## Sommario
New York ha vinto la serie per 4-3.
| Gara | Data       | Risultato                                         | Stadio       | Tempo | Pubblico |
| ---- | ---------- | ------------------------------------------------- | ------------ | ----- | -------- |
| 1    | 18 ottobre | Boston Red Sox – 1, New York Mets – 0             | Shea Stadium | 2:59  | 55.076   |
| 2    | 19 ottobre | Boston Red Sox – 9, New York Mets – 3             | Shea Stadium | 3:36  | 55.063   |
| 3    | 21 ottobre | New York Mets – 7, Boston Red Sox – 1             | Fenway Park  | 2:58  | 33.595   |
| 4    | 22 ottobre | New York Mets – 6, Boston Red Sox – 2             | Fenway Park  | 3:22  | 33.920   |
| 5    | 23 ottobre | New York Mets – 2, Boston Red Sox – 4             | Fenway Park  | 3:09  | 34.010   |
| 6    | 25 ottobre | Boston Red Sox – 5, New York Mets – 6 (10 inning) | Shea Stadium | 4:02  | 55.078   |
| 7    | 27 ottobre | Boston Red Sox – 5, New York Mets – 8             | Shea Stadium | 3:11  | 55.032   |

## Hall of Famer coinvolti
- Mets: Gary Carter
- Red Sox: Wade Boggs, Jim Rice, Tom Seaver